# 黑澤爾伍德 (明尼蘇達州)
黑澤爾伍德（英語：Hazelwood）是位於美國明尼蘇達州賴斯縣韋伯斯特鎮區的一個非建制地區。

## 歷史
黑澤爾伍德的郵局於1857年設立，其後於1905年停運。

## 地理
黑澤爾伍德所處的海拔為高於海平面319米（即1047英呎），而該地所採用的時區為UTC-6，即北美中部時區（CST）。同時該地設有夏令時間，為UTC-6調快一小時，即UTC-5（CDT）。